# Gastrotheca abdita
Gastrotheca abdita là một loài ếch trong họ Hemiphractidae. Chúng là loài đặc hữu của Peru.
Các môi trường sống tự nhiên của chúng là đồng cỏ ở cao nhiệt đới hoặc cận nhiệt đới và đầm nước.